# Leptosomatum bacillatum
Leptosomatum bacillatum är en rundmaskart som först beskrevs av Eberth 1863.  Leptosomatum bacillatum ingår i släktet Leptosomatum och familjen Leptosomatidae. Inga underarter finns listade i Catalogue of Life.